# Вакуумне пакування

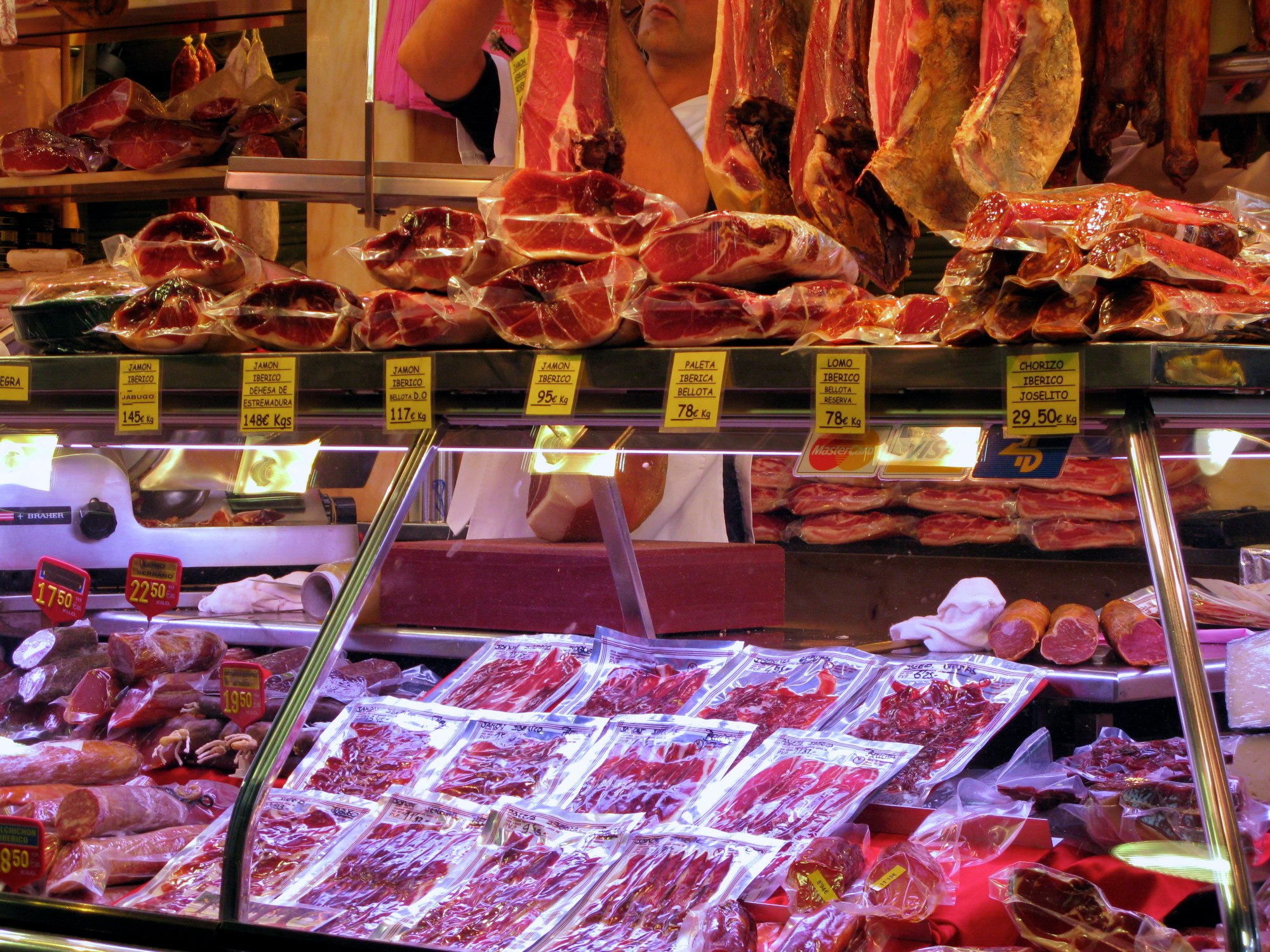

Вакуумне  — це метод пакування, який видаляє повітря з упаковки перед її герметизацією. Цей метод передбачає розміщення предметів у пластиковій плівці, видалення повітря зсередини та герметизацію упаковки. Іноді використовується термоусадкова плівка для щільного прилягання до вмісту. Метою вакуумного пакування зазвичай є видалення кисню з контейнера для продовження терміну придатності харчових продуктів, а за допомогою гнучких форм упаковки — зменшення об'єму вмісту та упаковки.
Вакуумне пакування зменшує вміст атмосферного кисню, обмежуючи ріст аеробних бактерій або грибків та запобігаючи випаровуванню летких компонентів. Його також часто використовують для тривалого зберігання сухих продуктів, таких як крупи, горіхи, в'ялене м'ясо, сир, копчена риба, кава та картопляні чипси. У більш короткостроковій перспективі вакуумне пакування також можна використовувати для зберігання свіжих продуктів, таких як овочі, м'ясо та рідини, оскільки воно пригнічує ріст бактерій.
Вакуумне пакування значно зменшує об’єм нехарчових товарів. Наприклад, одяг та постільну білизну можна зберігати в пакетах, відкачаних за допомогою побутового пилососа або спеціального вакуумного пакувальника. Цей метод іноді використовується для ущільнення побутових відходів, наприклад, коли стягується плата за кожен зібраний повний пакет.
Для домашнього використання доступні вакуумні упаковки з використанням поліетиленових пакетів, каністр, пляшок або банок.
Для делікатних харчових продуктів, які можуть бути подрібнені в процесі вакуумного пакування (наприклад, картопляних чипсів), альтернативою є заміна внутрішнього газу азотом. Це має той самий ефект запобігання псування через видалення кисню.

## Виноски
1. ↑  Perdue, R (2009), Vacuum Packaging, у Yam, K L (ред.), Encyclopedia of Packaging Technology, Wiley (опубліковано 2010), ISBN 978-0-470-08704-6
2. ↑  
Soroka, W. Illustrated Glossary of Packaging Terminology (вид. Second). Institute of Packaging Professionals.